# Classe Battle (chalutier militaire)
Pour les autres classes de navires du même nom, voir Classe Battle.
 (décembre 2023).
Si vous disposez d'ouvrages ou d'articles de référence ou si vous connaissez des sites web de qualité traitant du thème abordé ici, merci de compléter l'article en donnant les références utiles à sa vérifiabilité et en les liant à la section « Notes et références ».
La classe Battle est une classe de chalutiers militaires construite et utilisée durant la Première Guerre mondiale par la Marine royale canadienne.

## Histoire
Cette construction répondait à la demande de l'Amirauté pour se défendre de la présence de sous-marins allemands menaçant le trafic maritime marchand au large des côtes canadiennes. Sa conception dérive des plans des chalutiers de la mer du Nord, plus aptes à naviguer en haute mer et à effectuer des patrouilles que les bateaux de pêche canadiens.

Les chalutiers, baptisés d'après des noms de bataille du front de l'Ouest, ont été construits par des chantiers des Grands Lacs et du Saint-Laurent.

## Entre-deux-guerres
Les douze chalutiers, entrés en service en fin de conflit, restent sous pavillon de la Marine royale canadienne jusqu'en 1920. Trois d'entre eux (Armentières, Givenchy et Thiepval) accompagnent le HMCS Stadacona sur la côte ouest en passant le canal de Panama.

En 1920, neuf d'entre eux sont transférés au ministère Pêches et Océans Canada pour servir de baliseurs, bateaux-phares ou patrouilleurs garde-pêche.

Les trois autres (Thiepval, Festubert et Ypres) restent en service comme navires-écoles, puis sont mis en réserve. L'Armentières les rejoint en 1923 et reste actif jusqu'en 1939. En 1924 Thiepval entreprend un tour du monde, du Pacifique Nord à l'Union soviétique et au Japon. Il coule dans le Barkley Sound (en), proche de Ucluelet en Colombie-Britannique, et devient le premier navire de cette classe à être perdu.

## Seconde Guerre mondiale
En 1939 la marine royale canadienne réincorpore cinq anciens chalutiers de la classe Battle : Arleux, Arras, Loos et St-Eloi sur la côte est en Nouvelle-Écosse pour la protection des ports et Givenchy sur la côte ouest.

Le 12 mai 1940 Ypres coule après avoir été percuté par le cuirassé HMS Revenge. Givenchy sert principalement de bateau-caserne. L'Armentières, basé à Prince Rupert en Colombie-Britannique, sert de navire d'inspection.
Après la fin du conflit, les chalutiers ayant servi sont mis rapidement hors service, vendus ou remis en service civil. Ils sont démolis entre 1950 et 1972.

## Les unités
| Nom              | Bataille                         | Nom                                          | Lancement         | Armement         | Désarmement      | Fin de carrière                                                            | Destruction              |
| ---------------- | -------------------------------- | -------------------------------------------- | ----------------- | ---------------- | ---------------- | -------------------------------------------------------------------------- | ------------------------ |
| HMCS Arleux      | Bataille d'Arleux                | Canadian Vickers Ltd Montréal                | 9 août 1917       | 5 juin 1918      | 30 juin 1922     | - Pêcherie (1922-39) - Marine Royale Canadienne : Gate Vessel 16 (1939-46) | août 1948                |
| HMCS Armentières | Bataille d'Armentières           | Canadian Vickers Ltd Montréal                | 11 août 1917      | 5 juin 1918      | 28 octobre 1919  | - Pêcherie (1919-23) - Marine Royale Canadienne : (1923-46)                | 1972                     |
| HMCS Arras       | Bataille d'Arras (1917)          | Kingston Shipbuilding Co. Kingston (Ontario) | 15 septembre 1917 | 5 juin 1918      | 1er avril 1919   | - Pêcherie (1919-39) - Marine Royale Canadienne : Gate Vessel 15 (1939-46) | 1957                     |
| HMCS Festubert   | Bataille de Festubert            | Polson Iron Works Ltd Toronto                | 2 août 1917       | 13 novembre 1917 | 1er mai 1923     | - Pêcherie (1923-34) - Marine Royale Canadienne : Gate Vessel 17 (1939-45) | 1971                     |
| HMCS Givenchy    | Givenchy-en-Gohelle              | Canadian Vickers Ltd Montréal                | 15 septembre 1917 | 22 juin 1918     | 12 août 1919     | - Pêcherie (1919-40) - Marine Royale Canadienne : (1940-43)                | 1953                     |
| HMCS Loos        | Bataille de Loos                 | Kingston Shipbuilding Co. Kingston (Ontario) | 27 septembre 1917 | 1er août 1918    | 1920             | - Pêcherie (1920-40) - Marine Royale Canadienne :: Gate Vessel ? (1940-45) | 1949                     |
| HMCS Messines    | Bataille de Messines (1917)      | Polson Iron Works Ltd Toronto                | 16 juin 1917      | 13 novembre 1917 | 1920             | - Lightship no 3                                                           | 1962                     |
| HMCS St Eloi     |                                  | Polson Iron Works Ltd Toronto                | 2 août 1917       | 13 novembre 1917 | 1920             | - Lightship no 20                                                          | 1962                     |
| HMCS St Julien   | Deuxième bataille d'Ypres        | Polson Iron Works Ltd Toronto                | 2 août 1917       | 13 novembre 1917 | 1920             | - Lightship no 22                                                          | 1958                     |
| HMCS Thiepal     | Bataille de la crête de Thiepval | Kingston Shipbuilding Co. Kingston (Ontario) | 1917              | 24 juillet 1918  | 19 mars 1920     | - Marine Royale Canadienne : (1923-30)                                     | coulé le 27 février 1930 |
| HMCS Vimy        | Bataille de la crête de Vimy     | Polson Iron Works Ltd Toronto                | 17 juillet 1917   | 13 novembre 1917 | 30 novembre 1918 | - Lightship no 5                                                           | 1958                     |
| HMCS Ypres       | Deuxième bataille d'Ypres        | Polson Iron Works Ltd Toronto                | 16 juillet 1917   | 10 novembre 1917 | 1920             | - Pêcherie (1920-23) - Marine Royale Canadienne : (1923-40)                | coulé le 12 mai 1940     |